# Chausey

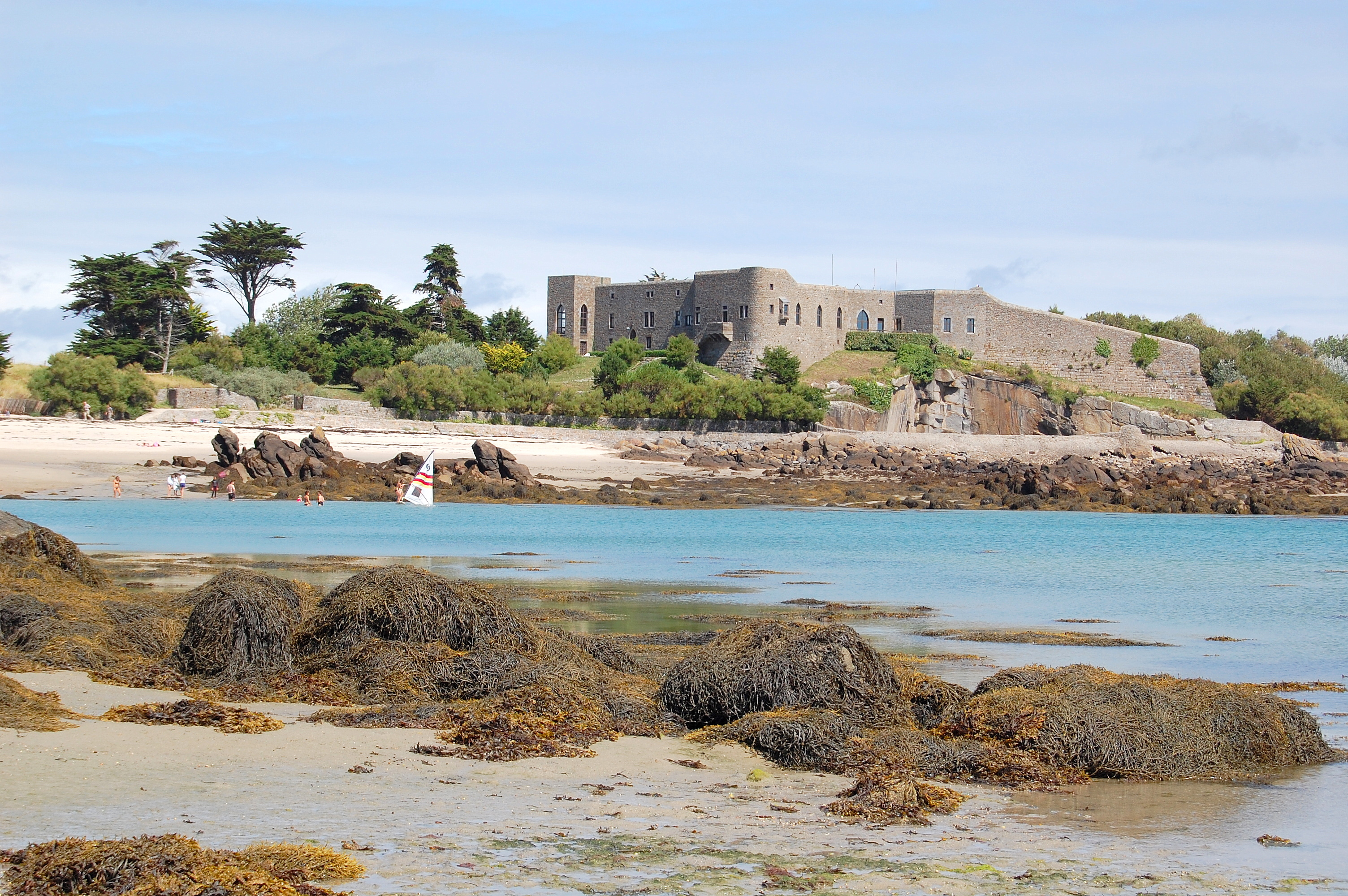
O forte na Grande Île de Chausey.

Chausey (pronúncia em francês: [ʃo.zɛ]) é um grupo de pequenas ilhas, ilhotas e rochedos na costa da Normandia, no Canal da Mancha. Fica a 17 quilômetros (11 mi) a partir de Granville e forma uma quartier do município de Granville, no departamento da Mancha. Chausey faz parte das Ilhas do Canal a partir de um ponto de vista geográfico, mas, por estar sob jurisdição francesa, quase nunca é mencionada no contexto das outras Ilhas do Canal. Não há ligações de transporte regulares entre Chausey e as outras Ilhas do Canal, apesar haver entre dois e quatro serviços diários de transporte ligando Chausey ao continente na França, através de Granville, dependendo da época do ano.
O sufixo -ey, ao final do nome Chausey, pode se considerar associado ao nórdico antigo -ey (significando ilha), como pode ser visto não só em Jersey, Guernsey, Alderney, mas também ilhas mais distantes, como Anglesey e Orkney.

## História
Em 933, o Ducado da Normandia anexou as Ilhas do Canal, incluindo Chausey, Minquiers e Écréhous. Em 1022, Ricardo II, Duque da Normandia, ofereceu Chausey e o baronato de Saint-Par-sur-Mer aos monges beneditinos do Monte Saint-Michel, que construíram um convento na Grande Île.
As ilhas foram incorporadas à Inglaterra, após a conquista da Inglaterra por Guilherme, Duque da Normandia, em 1066. No entanto, em 1202, em um conflito com o Rei João, Filipe Augusto da França, alegando domínio feudal da Normandia, chamou o rei inglês para responder às acusações de ter confiscado todas as terras que tinha ao rei de França. João recusou-se a aparecer e, em 1204, Filipe ocupou a Normandia continental, embora tenha fracassado em suas tentativas de ocupar as ilhas do Canal. O Tratado de Paris de 1259 confirmou a perda da Normandia, mas estabeleceu a manutenção das "ilhas (se houver) que o Rei da Inglaterra deve manter" sob a suserania do Rei da França. O requisito de vassalagem foi extinto no Tratado de Calais de 1360.
Chausey foi por muito tempo objeto de rivalidade entre a Inglaterra e a França. Embora o governo britânico tenha alegado que até por volta de 1764, Chausey pertencesse à Inglaterra, Chausey, ao contrário das ilhas vizinhas no Canal da Mancha, tem sido na verdade francesa ao longo dos séculos. Ela foi administrada a partir de Jersey até 1499, quando os habitantes de Jersey abandonaram-na aos franceses por razões desconhecidas. O historiador Alec Podger sugeriu que Chausey era muito cara em termos de dinheiro e de mão-de-obra para o controle e, como as ilhas não estavam em vias marítimas, decidiu-se que os benefícios não justificariam esse custo. Os marinheiros envolvidos em negócios ilegais valorizavam a atividade nesse labirinto de ilhas como um antro de pirataria e contrabando. O Sound, canal natural que corre ao ao longo da Grande île, ou o Passe Beauchamp, eram ancoradouros idealmente isolados.
A fortaleza de Matignon foi construída em 1559 como uma instalação quadrangular com uma torre redonda, adegas, uma padaria e criação de gado. O forte foi expandido em 1740. Os ingleses destruíram o forte em 1744. Um novo forte foi construído na outra extremidade da ilha, também destruído pelos ingleses em 1756. Em 1772, o rei Luís XV concedeu o arquipélago ao abade Nolin. Napoleão III ordenou a construção do presente forte em 1859 e a obra foi concluída em 1866. O forte, em seguida, serviu brevemente como uma prisão para os communards em 1871. Embora o forte tenha deixado de ser uma instalação militar em 1906, durante a I Guerra Mundial foi o lugar que manteve detidos cerca de 300 prisioneiros de guerra alemães e austríacos. O engenheiro automobilístico e industrial Louis Renault comprou a ilha, restaurando-a entre 1922 e 1924, com a obra que ficou conhecida como Château-Renault. Ele usou-a como um retiro. Durante a II Guerra Mundial, soldados alemães formaram uma guarnição no forte. Hoje este serve como casa a vários pescadores.

## Geografia

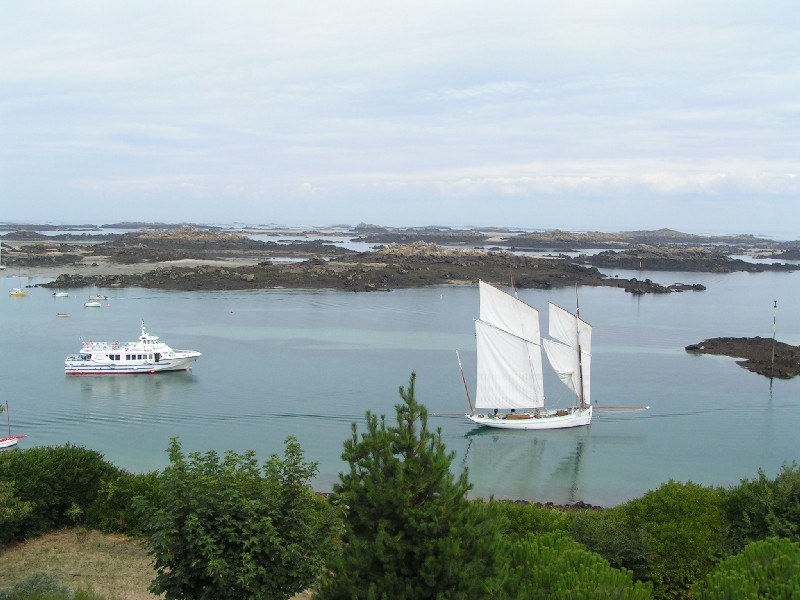
Barcos no Sound de Chausey. A embarcação de dois mastros à direita é um tipo tradicional conhecido como Bisquine.

Grande-Île, a ilha principal, possui 1,5 quilômetros (0,93 mi) de comprimento e 0,5 quilômetros (0,31 mi) de largura em sua parte mais larga e área de cerca de 45 hectares, apesar de isso ser apenas a ponta de um amplo e complexo arquipélago que fica exposto na maré baixa. O arquipélago é composto por 365 ilhas durante a maré baixa, em comparação às 52 ilhas durante a maré alta. Tendo apenas algumas dezenas de hectares de terra seca acima da linha da maré-alta, o arquipélago aumenta para cerca de 2000 hectares durante a maré baixa, dentro de uma área de cerca de 6,5 por 12 quilômetros. A amplitude das marés é uma das maiores da Europa, com até 14 metros de diferença entre a maré baixa e a maré alta. As ilhas consistem em uma formação geológica granítica, que foi submetida à erosão pelo vento e pelo mar. Bancos de areia conectam várias partes de Chausey.
Grande Île é a única ilha habitada do grupo, com uma população de cerca de 30. No verão, o aumento da população, devido ao turismo, constitui uma atividade econômica essencial na ilha, com cerca de 200 000 visitantes anuais. Várias empresas turísticas operam na ilha, incluindo um hotel, um restaurante e lojas. Além do turismo, a pesca é a principal atividade econômica. Lagosta, camarão, congro, robalo e tainha são pescados, enquanto os mexilhões e as ostras são cultivados. Até 1989, uma fazenda de gado operava na ilha. A ilha de granito foi anteriormente extraída, e a pedra exportada. As pedras de Chausey foram utilizadas na construção do Monte Saint-Michel.